# خلیج کرنکل
خلیج کرنکل (روسی: Бухта Кренкеля) یک خلیج در شمال سرزمین کراسنویارسک کشور روسیه است.